# Moro-oka Ippa
Moro-oka Ippa, hay còn gọi Moro-oka Ichiha (諸岡 一羽) là kiếm hào Nhật Bản sống vào thời Chiến quốc, húy danh là Tsunenari hoặc Kagehisa, tên thường gọi là Heigorō. Họ của ông (Moro-oka) còn được viết là 師岡, tên (Ippa, Ichiha) còn được viết cách khác là 一端 hoặc 一巴. 
Có thuyết cho rằng ông ra đời vào năm thứ 2 niên hiệu Temmon (1533), mất ngày mùng 8 tháng 9 năm Bunroku thứ 2 (mùng 2 tháng 10 năm 1593) nhưng cũng có thuyết cho là trước đó 100 năm. Moro-oka Ippa được cho là khai tổ của kiếm phái Ippa-ryū.

## Cuộc đời
Người ta cho rằng ông xuất thân từ gia hệ họ Toki ở xứ Mino, con trai của Moro-oka Tsuneyoshi.
Ông là đệ tử của Iizasa Chō-isai Ienao, người sáng lập phái võ nghệ Tenshin Shōden Katori Shintō-ryū (cũng có thuyết cho là đệ tử của Tsukahara Bokuden).
Ban đầu ông theo thờ họ Toki ở thành Edozaki, đương chủ của họ này là Toki Hara Harutsuna lại theo họ Gōhōjō nên bị Daimyō xứ Hitachi là Satake Yoshishige tiêu diệt khi đại quân Toyotomi Hideyoshi chinh phạt thành Odawara. Khi họ Toki bị diệt, con trai của Satake Yoshishige là Ashina Yoshihiro có khuyên Moro-oka Ippa ra làm quan cho họ Satake nhưng ông kiên quyết từ chối, mở võ đường dạy kiếm thuật, sống trọn một đời binh pháp gia. Những năm cuối đời, ông mắc chứng phong cùi, qua đời ở tuổi 60. Mộ của ông vẫn còn ở chùa Dainen-ji (Đại Niệm tự), làng Edozaki, quận Inashiki, tỉnh Ibaraki.
Các đệ tử của Moro-oka Ippa còn xưng tên lưu phái là Bokuden-ryū, Mijin-ryū, Kashima Shintō-ryū. Cục trưởng Shinsengumi là Kondō Isami hội đắc được cực ý của phái kiếm Tennen Rishin-ryū, và phái này cũng được cho là thuộc hệ thống của Ippa- ryū.

## Các nhân vật liên quan

### Đồng môn
- Makabe Ujimoto
- Saitō Denkibō
- Ashikaga Yoshiteru
- Kitabatake Tomonori

### Đệ tử
- Negishi Tokaku
- Iwama Kokuma
- Hijiko Doro-no-suke
- Kodachi Hanshichi

## Các tác phẩm văn học có mặt Moro-oka Ippa
- Asamatsu Ken, Igyō Collection quyển thứ 34
- Ikenami Shō-tarō, Kenkyaku gunzō